# 냉혹-무감정 특성
냉혹-무감정 특성(Callous–unemotional traits, CU)은 타인에 대한 무관심을 반영하는 지속적인 행동 패턴, 공감(empathy) 결여 및 모든 행동에서 두드러지는 결핍된 정동(affect)을 특징으로 한다. 유전적 환경적 위험 요인 간의 상호 작용은 품행 장애(conduct disorder, CD)로서의 특성(trait) 표현에 있어 중요한 역할을 한다. 원래는 아동에게 사이코패스(psychopathy)의 정서적 특성 측정 수단으로 구상되었으나, 냉혹-무감정 특성 측정은 대학생 샘플과 성인에게 있어 효과를 발휘하였다.
냉혹-무감정 특성의 명시자(specifier)는 정신질환 진단 및 통계 편람(Diagnostic and Statistical Manual of Mental Disorders) 제5판인 DSM-5와 국제질병분류(International Classification of Diseases) 제11판인 ICD-11에 품행장애의 특징으로 포함되어 왔다.

## 증상

### 주요 특징
냉혹-무감정 특성은 냉혹-무감정 특성 목록(Inventory of Callous-Unemotional Traits, ICU)으로 측정되었으며, 다음 세 범주를 가진다.
1. 냉혹(callous) : 잔혹함(ruthlessness)과 잔인한 대우(cruel treatment) 및 타인 무관심(disregard for others) 포함
2. 무정(uncaring) : 타인에 대한 수동적 무관심(passive disregard for others)과 친사회적 정서 결여(lack of prosocial emotion)
3. 무감정(unemotional) : 제한적인 감정 경험 및 표현(limited experience and expression of emotion)[5]

무감정 특성은 특히 "원초적 사이코패스(primary psychopathy)"를 반영하는 경우에 올라간다.
DSM-5의 "제한된 친사회적 감정(limited prosocial emotions)" 명시자와 참석자 인터뷰 측정인 '친사회적 감정 임상 평가(Clinical Assessment of Prosocial Emotions, CAPE)'는 다음의 특성을 보인다.
- 후회나 죄책감 결여(Lack of remorse or guilt)
- 좁거나 결여된 정동(Shallow or deficient affect) (무감정성unemotionality)
- 냉혹함 - 공감 결여(Callous–lack of empathy)
- 성과에 대한 무관심(Unconcerned with performance) (직장 혹은 학업에서)
- 트라우마적 사건이 되는 것에 대한 반응 결여(Lack of reaction to what would be a traumatic event)

### 관련 특성
냉혹-무감정 특성의 아동은 정서적 행동적 조정에 두드러진 문제를 보이는데, 이는 다른 반사회적 청소년과는 구분되며 성인 사이코패스에서 발견되는 특성과 유사성을 보인다. 냉혹-무감정 특성의 반사회적인 청소년들은 특이한 인지적 특성을 다양한 경향이 있다. 이들은 종종 처벌적 단서(punishment cue)에 대한 민감함이 떨어지는데, 특히 보상에 대하여 갈망할 때에 그러한 모습을 보인다. 냉혹-무감정 특성은 우수한 지적 언어적 스킬과 정적 관계를 보인다.

## 분류
품행장애에 대한 냉혹-무감정 특성 명시자는 DSM-5에 추가되었다. "제한된 친사회적 감정(with limited prosocial emotions)"이 DSM-5에 품행장애 진단으로 추가된 것은 현저한 반사회적 행동과 사이코패스적 특성을 보이는 반사회적 청소년의 특정 하위집단을 분류하기 위해서이다. 냉혹-무감정 특성 청소년을 위한 냉혹-무감정 특성 명시자에 관한 조항은 진단력(diagnostic power), 치료 옵션(treatment option)을 향상하고 평생 나오게 될 결과를 이해하는 것을 증진하라고 주장한다. 2008년 한 리뷰에서는 냉혹-무감정 특성이 새로운 진단으로서 DSM-5에 포함되는 것에 있어 근거 기반(evidence base)을 필요로 하지 않는다고 결론을 내렸다.

## 원인과 병리학

### 신경기전
냉혹-무감정 특성의 대담성(fearlessness) 이론은 코르티솔(cortisol) 양이 적은 것이 비활성(underarousal) 상태를 유도하여 공포 처리 과정에 장애를 일으키게 되는데, 이러한 특성은 냉혹-무감정 특성을 가진 이에게서 보이는 것이다. 냉혹-무감정 특성과 어우러진 시상하부 뇌하수체 부신축(hypothalamic-pituitary-adrenal axis, HPAA)의 과소활동은 외부의 어려움이 없어도 반사회적 행동을 일으키는 것으로 보인다.

### 유전
여러 쌍둥이 연구(Twin study)에서는 냉혹-무감정 특성이 매우 유전성이 크며, 사회경제적 상태, 학교의 퀄리티, 부모의 퀄리티와 같은 환경 요소에 그다지 관련이 없다고 밝혔다. 두 개의 쌍둥이 연구에서는 냉혹-무감정 특성에 대한 유의미한 유전적 영향을 제시하였다. 유전적 효과가 차지하는 냉혹-무감정 특성의 변종 간 평균 양이 42.5%로 측정되었다. 이러한 유전적 변이의 상당 부분은 여타 사이코패스 차원과는 독립적으로 발생한다. 장기 연구에서 냉혹-무감정 특성이 높게 나타나는 품행 문제 아동은 0.81의 높은 유전가능성을 보였다.
대집단 아동에 관한 연구는 냉혹-무감정 특성은 60% 이상의 유전성을 보이며, 냉혹-무감정 특성 아동의 품행 문제는 냉혹-무감정 특성이 없는 아동에 비하여 높은 유전가능성을 보였다. 또한 이 연구는 정서-대인관계 요소에서 성별 차이가 미세하게 나타난다는 것(소년 64%, 소녀 49%)도 발견하였다. 마찬가지로 충동-반사회성 요소 역시 유전 요소에 의해 주로 영향을 받았다.(소년 46%, 소녀 58%)
학대(maltreatment)와 부모 양육(parenting)은 반사회적 행동의 발달에 중요한 역할을 하며, 연구들이 이를 증명해 왔다. 냉혹-무감정 특성은 유전에 근원을 두지만, 환경적 계기는 유전적 경향이 있는 아동의 반사회적 행동 발달에 중요한 기여 요인이다.

## 비판
영장류 동물학자(primatologist) 프란스 드 발(Frans de Waal)은 진화론(evolutionary theory)에서 영장류의 생물학적 이타주의(altruism)는 시행자에게 제공하는 보상이익(return-benefit)을 위하여 발달하였다고 주장한다. 따라서 일부 진화생물학자는 냉혹-무감정 특성의 진화적 연속성과는 모순된다는 것에 근거하여, 냉혹-무감정 특성의 정신의학적 모델에 대하여 비판한다. 오히려 이들은 만약 공감이 포유동물의 진화를 통하여 발달하였다면, 가까운 친척에게만 제한되는 공감부터 진화 과정에 이르러 더 먼 친척을 포함하면, 다른 인간과의 공감은 비인간 동물에 대한 인간의 공감의 필요조건이지 충분조건은 아니라고 기대될 수 있다는 것이다. 따라서 이타심과 공감에 대한 진화적 생물학적 모델은 냉혹-무감정 특성의 정신의학적 모델과 대조되는데, 이는 후자가 동물에 대한 학대나 잔혹성은 다른 인간에 대한 폭력의 전조가 되며 그 반대는 아니라는 것을 의미하기 때문이다.

## 진단
연구는 아동기에 나타나는 품행장애와 청소년기에 나타나는 품행장애 소유자, 주의력결핍 과잉행동장애(attention deficit hyperactivity disorder, ADHD)에 동반되는 품행장애 소유자를 구분하는 것, 혹은 겉으로 드러나는 공격성의 가혹 정도와 유형에 따라, 냉혹-무감정 특성 청소년을 하위유형화하려 한다.  Children with CU traits have more severe conduct disorder, and respond to different management. 냉혹-무감정 특성 목록(Inventory of Callous-Unemotional Traits, ICU)은 냉혹-무감정 특성에서 세 독립 요소를 무정(uncaring), 냉혹(callous), 무감정(unemotional) 세 가지로 구분하였다. 냉혹-무감정 특성의 심각도는 이러한 특성이 높게 나타난 아동으로부터 연구되어 왔다.

## 관리
냉혹-무감정 특성은 비교적 안정적이지만, 일부 연구를 통하여 효과적인 치료를 통하여 시간이 지나면서 이러한 특성이 줄어들 수 있다고 제시한다. 냉혹-무감정 특성은 인생 초기에 훨씬 다루기 쉽다고 여겨지기에, 초기부터 개입하는 것이 보다 효과적으로 보인다.

### 부모 양육 기법
부모 양육 개입(Parenting intervention)은 아동의 반사회적 행동과 품행 장애가 초기에 발생하는 것을 치료하는데 있어 가장 흔히 사용되는 치료법이며, 질 높은 부모 양육은 냉혹-무감정 특성의 발현을 줄여줄 수 있다. 냉혹-무감정 특성이 높은 아동은 일반 아동에 비하여 타임아웃(Time-out)과 처벌 기법에 반응이 떨어진다. 이들은 처벌의 위협에 흔들리지 않기 때문이며, 타임아웃은 이들을 성가시게 하지 않기 때문이다. 그래서 이들의 행동은 나아지질 않는다. 칭찬(praise)과 강화(reinforcement)와 같은 보상 기반 훈육 기법(reward-based disciplining techniques)은 처벌보다 냉혹-무감정 특성이 높은 아동의 반사회성 행동 경감에 보다 큰 효과를 갖는다.

## 예후
아동기 발생 냉혹-무감정 특성은 그 특성의 정도가 높을 수록 반사회적 행동 패턴이 보다 공격적이고 안정적일뿐 아니라, 청소년기에 발생하는 냉혹-무감정 특성보다 신경질적이고 신경심리학적 위험 요인이 더 많다. 냉혹-무감정 특성과 ADHD가 동반된 아동은 사이코패스 경향 특성을 보일 가능성이 더 높지만, 냉혹-무감정 특성 정도가 높은 아동에게서만 보인다. 냉혹-무감정 특성이 평생 지속된다는 이론의 증거에서, 아동기에 나타나는 비행은 사이코패스 특성과 청소년기 비행과 보다 강력하게 연관되어 있다. 냉혹-무감정 특성의 장기적 쌍둥이 연구에서는 품행장애와 동반하는 높은 수준의 냉혹-무감정 특성은, 냉혹-무감정 특성이 낮거나 품행장애 정도가 낮은 아동과 비교하였을 때, 12세 이후 또래 및 가족 관계에서 가장 부정적 결과를 보였을 뿐 아니라, 감정적 행동적 문제도 보였다고 전한다. 게다가 냉혹-무감정 특성 청소년은 교정 시설 출소 후 2년 이내에 폭력 범죄를 저지를 가능성이 이러한 특성이 없는 청소년에 비하여 높았다. 냉혹-무감정 특성을 보이는 반사회적 청소년은 치료에 대한 반응이 덜함을 보인다.
한 체계적 리뷰에서는 냉혹-무감정 특성이 품행 문제를 위한 가족 기반 개입(family-based intervention)에서 더 저조한 결과를 보였다고 밝혔다. 이는 냉혹-무감정 특성에 대한 전처리 데이터(pre-treatment data)가 냉혹-무감정 특성을 지닌 아동과 청년의 예후적 상태에 있어 임상적으로 유용한 정보를 준다는 것을 의미한다.

## 역사
성인 사이코패스에게서 보이는 반사회적 폭력적 특성이 갖는 잠재적 심각성으로 인하여, 연구에서는 아동기 관련 특성을 규명하는 것에 초점을 맞춰 왔다. 성인 사이코패스에서, 원초적으로 정서적 결함과 대인관계적 결함을 갖는 이들은 뚜렷한 병인(etiology)을 보인다. 마찬가지로, 청소년의 공격적이고 반사회적인 행동에 관한 각각의 하위유형은 뚜렷한 문제-행동과 위험 요인을 예측하게 한다. 사이코패스의 정서적 대인관계적 특성에 기반하여 반사회성 청년에게서 사이코패스와 유사한 특성을 공식적으로 지명하는 시도는 많았다. DSM-III는 아동의 사이코패스 특성의 존재를 인지하려는 시도를 위하여 품행 장애를 다음 네 가지 하위유형으로 나눴다.
1. 저사회화-공격성(undersocialized-aggressive)
2. 저사회화-비공격성(undersocialized-nonaggressive)
3. 사회화-공격성(socialized-aggressive)
4. 사회화-비공격성(socialized-nonaggressive)[24]

"사회화" 아동과 "저사회화" 아동의 구분은 사이코패스 유사 청소년의 구분에 있어 가장 적절한 것이었다. 이 정의에 의하면, "저사회화" 아동은 공감 결여, 애착 결핍, 부적절한 사회적 관계(DSM III)라는 사이코패스의 성격적 행동을 보였다. 이는 타인에 대한 건강한 사회적 애착을 형성할 수 있는 "사회화"한 개인과는 다르다. 그리고 이들의 공격적 반사회적 행동은 일진 등 청소년 깡패 집단과 같은 일탈적 사회 집단에 참여한 것에서 유래하였다.
DSM-III 출판 이후, 이러한 구분은 연구를 촉진하였지만, 저사회화와 사회화라는 하위유형의 주요 특징을 진단하는데 있어 용어 문제가 여전히 있다. "저사회화"는 "사이코패스"라는 부정적 용어를 피하기 위하여 사용되었지만, 부모에 의해 아동이 사회화가 제대로 이뤄지지 않거나 또래 그룹이 부족하다는 것을 의미한다고 흔히 오해되었다. 또한 조작적 정의는 사이코패스 유사 청소년의 감정적 대인관계적 결함을 신뢰도 높게 예측할 수 있는 측면을 포함하지 못하였다. 이러한 문제 때문에, 미국정신의학협회(American Psychiatric Association)는 DSM-III 이후부터 품행 장애 설명에서 저사회화와 사회화의 구분을 빼버렸다. 이후의 편람에 포함되는 유일한 하위유형은 발병 시기(time of onset)였다. 즉 아동기 발병(10세 이전)(childhood-onset (before age 10)), 청소년기 발병(10세 이전 반사회적 특성 부재)(adolescent-onset (absence of antisocial traits before age 10)), 불특정 발병(unspecified-onset)이 그것이다.

## 같이 보기
- 감정표현불능증
- 무감정
- 반사회적 성격장애
- 사이코패스
- 자기애성 성격장애
- 품행장애

## 참고문헌
1. ↑  Wang MC, Gao Y, Deng J, Lai H, Deng Q, Armour C (2017년 12월 7일). “The factor structure and construct validity of the inventory of callous-unemotional traits in Chinese undergraduate students”. 《PLOS ONE》 12 (12): e0189003. Bibcode:2017PLoSO..1289003W. doi:10.1371/journal.pone.0189003. PMC 5720694. PMID 29216240.
2. ↑  Kimonis ER, Branch J, Hagman B, Graham N, Miller C (March 2013). “The psychometric properties of the Inventory of Callous-Unemotional Traits in an undergraduate sample”. 《Psychological Assessment》 25 (1): 84–93. doi:10.1037/a0029024. PMID 22775408.
3. 1 2  Awada SR, Ellis RA, Shelleby EC, Orcutt HK (February 2022). “Gender Differences in Callous Unemotional Trait Profiles in an Undergraduate Sample”. 《Journal of Aggression, Maltreatment & Trauma》 (영어) 31 (7): 888–909. doi:10.1080/10926771.2022.2038753. ISSN 1092-6771. S2CID 246897749.
4. 1 2 3  “Highlights of Changes from DSM-IV-TR to DSM-5” (PDF). 《DSM5.org》. American Psychiatric Association. 2013. 2013년 10월 19일에 원본 문서 (PDF)에서 보존된 문서. 2013년 10월 23일에 확인함.
5. ↑  Kimonis ER, Frick PJ, Skeem JL, Marsee MA, Cruise K, Munoz LC,  외. (2008년 6월 1일). “Assessing callous-unemotional traits in adolescent offenders: validation of the Inventory of Callous-Unemotional Traits” (PDF). 《International Journal of Law and Psychiatry》. Psychopathic traits and risk assessment in children and adolescents 31 (3): 241–252. doi:10.1016/j.ijlp.2008.04.002. PMID 18514315.
6. 1 2 3 4 5 6 7 8  Frick PJ, White SF (April 2008). “Research review: the importance of callous-unemotional traits for developmental models of aggressive and antisocial behavior”. 《Journal of Child Psychology and Psychiatry, and Allied Disciplines》 49 (4): 359–75. doi:10.1111/j.1469-7610.2007.01862.x. PMID 18221345. S2CID 16344295.
7. 1 2  Frick PJ (December 2009). “Extending the construct of psychopathy to youth: implications for understanding, diagnosing, and treating antisocial children and adolescents”. 《Canadian Journal of Psychiatry》 54 (12): 803–12. doi:10.1177/070674370905401203. PMID 20047719.
8. ↑  Setionago, Bianca (2023년 9월 20일). “Study of incarcerated teens identifies two factors that explain the link between childhood maltreatment and callous-unemotional traits”. 《PsyPost》 (미국 영어). 2023년 10월 1일에 확인함.
9. 1 2 3 4 5  Frick PJ, Dickens C (February 2006). “Current perspectives on conduct disorder”. 《Current Psychiatry Reports》 8 (1): 59–72. doi:10.1007/s11920-006-0082-3. PMID 16513044. S2CID 29234216.
10. ↑  Salekin RT, Neumann CS, Leistico AM, Zalot AA (December 2004). “Psychopathy in youth and intelligence: an investigation of Cleckley's hypothesis”. 《Journal of Clinical Child and Adolescent Psychology》 33 (4): 731–42. doi:10.1207/s15374424jccp3304_8. PMID 15498740. S2CID 19194541.
11. ↑  Moffitt TE, Arseneault L, Jaffee SR, Kim-Cohen J, Koenen KC, Odgers CL,  외. (January 2008). “Research review: DSM-V conduct disorder: research needs for an evidence base”. 《Journal of Child Psychology and Psychiatry, and Allied Disciplines》 49 (1): 3–33. doi:10.1111/j.1469-7610.2007.01823.x. PMC 2822647. PMID 18181878.
12. 1 2  Hawes DJ, Brennan J, Dadds MR (July 2009). “Cortisol, callous-unemotional traits, and pathways to antisocial behavior”. 《Current Opinion in Psychiatry》 22 (4): 357–62. doi:10.1097/YCO.0b013e32832bfa6d. PMID 19455037. S2CID 26664712.
13. ↑  Skeem JL, Polaschek DL, Patrick CJ, Lilienfeld SO (December 2011). “Psychopathic Personality: Bridging the Gap Between Scientific Evidence and Public Policy”. 《Psychological Science in the Public Interest》 12 (3): 95–162. doi:10.1177/1529100611426706. PMID 26167886. S2CID 8521465. February 22, 2016에 원본 문서에서 보존된 문서.
14. 1 2 3  Bezdjian S, Raine A, Baker LA, Lynam DR (March 2011). “Psychopathic personality in children: genetic and environmental contributions”. 《Psychological Medicine》 41 (3): 589–600. doi:10.1017/S0033291710000966. PMC 3113684. PMID 20482945.
15. ↑  Viding E, Larsson H, Jones AP (August 2008). “Quantitative genetic studies of antisocial behaviour”. 《Philosophical Transactions of the Royal Society of London. Series B, Biological Sciences》 363 (1503): 2519–27. doi:10.1098/rstb.2008.0037. PMC 2606717. PMID 18434281.
16. ↑  de Waal FB (2019년 7월 27일). “Putting the altruism back into altruism: the evolution of empathy”. 《Annual Review of Psychology》 59: 279–300. doi:10.1146/annurev.psych.59.103006.093625. PMID 17550343.
17. ↑  Kaas JH (January 2013). “The evolution of brains from early mammals to humans”. 《Wiley Interdisciplinary Reviews. Cognitive Science》 4 (1): 33–45. doi:10.1002/wcs.1206. PMC 3606080. PMID 23529256.
18. ↑  Watanabe S, Hofman MA, Shimizu T, 편집. (September 2017). 《Evolution of the Brain, Cognition, and Emotion in Vertebrates》. Japan: Springer.
19. ↑  Kimonis ER, Frick PJ, Skeem JL, Marsee MA, Cruise K, Munoz LC,  외. (2008). “Assessing callous-unemotional traits in adolescent offenders: validation of the Inventory of Callous-Unemotional Traits” (PDF). 《International Journal of Law and Psychiatry》 31 (3): 241–52. doi:10.1016/j.ijlp.2008.04.002. PMID 18514315.
20. ↑  Frick PJ, Ellis M (September 1999). “Callous-unemotional traits and subtypes of conduct disorder”. 《Clinical Child and Family Psychology Review》 2 (3): 149–68. doi:10.1023/A:1021803005547. PMID 11227072. S2CID 25505496.
21. ↑  Dadds MR, Rhodes T (August 2008). “Aggression in young children with concurrent callous-unemotional traits: can the neurosciences inform progress and innovation in treatment approaches?”. 《Philosophical Transactions of the Royal Society of London. Series B, Biological Sciences》 363 (1503): 2567–76. doi:10.1098/rstb.2008.0029. PMC 2606711. PMID 18434286.
22. ↑  Loeber R, Burke JD, Pardini DA (2009). “Development and etiology of disruptive and delinquent behavior”. 《Annual Review of Clinical Psychology》 5: 291–310. doi:10.1146/annurev.clinpsy.032408.153631. PMID 19154139.
23. 1 2  Moffitt TE (2006). 〈Life-course persistent versus adolescence-limited antisocial behavior〉.   Cicchetti D, Cohen DJ. 《Developmental psychopathology》. 《Psychological Bulletin》 131 2판 (New Jersey: John Wiley & Sons). 570–98쪽. CiteSeerX 10.1.1.473.6746. doi:10.1037/0033-2909.131.4.533. ISBN 978-0-470-05006-4. OCLC 300282429. PMID 16060801.
24. 1 2  Barry CT, Frick PJ, DeShazo TM, McCoy M, Ellis M, Loney BR (May 2000). “The importance of callous-unemotional traits for extending the concept of psychopathy to children”. 《Journal of Abnormal Psychology》 109 (2): 335–340. doi:10.1037/0021-843X.109.2.335. PMID 10895572.
25. ↑  Moffitt TE, Caspi A, Harrington H, Milne BJ (2002). “Males on the life-course-persistent and adolescence-limited antisocial pathways: follow-up at age 26 years”. 《Development and Psychopathology》 14 (1): 179–207. doi:10.1017/S0954579402001104. PMID 11893092. S2CID 22445117.
26. ↑  Fontaine NM, McCrory EJ, Boivin M, Moffitt TE, Viding E (August 2011). “Predictors and outcomes of joint trajectories of callous-unemotional traits and conduct problems in childhood”. 《Journal of Abnormal Psychology》 120 (3): 730–742. doi:10.1037/a0022620. PMID 21341879.
27. ↑  Vincent GM, Vitacco MJ, Grisso T, Corrado RR (2003). “Subtypes of adolescent offenders: affective traits and antisocial behavior patterns”. 《Behavioral Sciences & the Law》 21 (6): 695–712. doi:10.1002/bsl.556. PMID 14696027.
28. ↑  Hawes DJ, Price MJ, Dadds MR (September 2014). “Callous-unemotional traits and the treatment of conduct problems in childhood and adolescence: a comprehensive review”. 《Clinical Child and Family Psychology Review》 17 (3): 248–67. doi:10.1007/s10567-014-0167-1. PMID 24748077. S2CID 9188468.
29. ↑  Hare RD, Neumann CS (2008). “Psychopathy as a clinical and empirical construct”. 《Annual Review of Clinical Psychology》 4: 217–46. doi:10.1146/annurev.clinpsy.3.022806.091452. PMID 18370617.

## 더 읽기
- Herpers PC, Rommelse NN, Bons DM, Buitelaar JK, Scheepers FE (December 2012). “Callous-unemotional traits as a cross-disorders construct”. 《Social Psychiatry and Psychiatric Epidemiology》 47 (12): 2045–64. doi:10.1007/s00127-012-0513-x. PMC 3496473. PMID 22570257.
- Viding E, McCrory EJ (August 2012). “Genetic and neurocognitive contributions to the development of psychopathy” (PDF). 《Development and Psychopathology》 24 (3): 969–83. doi:10.1017/S095457941200048X. PMID 22781866. S2CID 16818664.
- Waller R, Gardner F, Hyde LW (June 2013). “What are the associations between parenting, callous-unemotional traits, and antisocial behavior in youth? A systematic review of evidence”. 《Clinical Psychology Review》 33 (4): 593–608. doi:10.1016/j.cpr.2013.03.001. PMID 23583974.